# 미야하라 아이키
미야하라 아이키(일본어: 宮原 愛輝, 2002년 4월 10일~)는 일본의 축구 선수이다.

## 구단 경력
그는 2021년 J3리그의 로아소 구마모토에 입단했다. 2021년 J3리그 우승으로 J2리그로 승격했다.